# Cyclocephala atripes
Cyclocephala atripes är en skalbaggsart som beskrevs av Bates 1888. Cyclocephala atripes ingår i släktet Cyclocephala och familjen Dynastidae. Inga underarter finns listade i Catalogue of Life.